# 12675 Chabot
12675 Chabot è un asteroide della fascia principale. Scoperto nel 1980, presenta un'orbita caratterizzata da un semiasse maggiore pari a 2,3967351 au e da un'eccentricità di 0,0480138, inclinata di 6,31217° rispetto all'eclittica.
L'asteroide è dedicato all'imprenditore canadese-statunitense Anthony Chabot.